# Nieve de primavera
Nieve de primavera (春の雪, Haru no Yuki) es la primera novela de la tetralogía El mar de la fertilidad del escritor japonés Yukio Mishima. Publicada en el año 1966 a lo largo de 55 capítulos se narra la apasionada historia de amor que viven al inicio de su juventud dos de los protagonistas: Kiyoaki Matsugae y Satoko Ayakura.

## Argumento
Matsugae y Ayakura son miembros de la nobleza japonesa: él, como hijo del marqués de Matsugae, y ella, por ser hija del conde de Ayakura. Mientras que los Matsugae cuentan con una mejor posición económica, los Ayakura son una familia de mayor raigambre nobiliaria. Por esta razón durante su infancia Kiyoaki fue enviado a recibir una selecta educación entre los Ayakura, donde conoció a Satoko, de quien posteriormente se enamorará apasionadamente.
La novela describe detenidamente la evolución psicológica del protagonista, que de una abulia narcisista inicial pasa a una firme determinación de enfrentarse a las normas establecidas cuando llega a ser consciente de su amor por Satoko. Ella, por su parte, entregada desde el primer momento al amor que siente por el joven Kiyoaki, opta finalmente por retirarse a la soledad de un convento antes que verse forzada por su familia a casarse con otro hombre. En medio de esta pareja protagonista se mueve Shigekuni Honda, amigo íntimo de Kiyoaki, de carácter activo e intelectual, pero profundamente conmovido por la pasión amorosa que conduce a Kiyoaki a su destrucción.

## Personajes
Principales
- Kiyoaki "Kiyo" Matsugae (1895–1914)
- El Marqués y la Marquesa Matsugae
- La antigua Marquesa Matsugae, abuela de Kiyo
- Satoko Ayakura (nacida en 1893)
- El Conde y la Condesa Ayakura
- Shigekuni Honda (nacido en 1895)
- Señor y Señora Honda
- Shigeyuki Iinuma
- Mine, la sirvienta
- Yamada, el mayordomo
- Tadeshina, la sirvienta de Satoko
- Barón y Baronesa Shinkawa
- La Abadesa de Gesshu, tía-abuela de Satoko
- Príncipe Haruhisa Toin y su mujer
- Príncipe Harunobu Toin, su tercer hijo
- Príncipe Kridsada "Kri"
- Príncipe Pattanadid "Chao Praong"

Secundarios
- Emperador Meiji
- Princesa Kasuga
- Dr. Mori
- Dr. Ozu
- Señor Kitazaki, posadero
- Itsui, amigo de Shigekuni Honda
- Señor Mori, el cochero
- Fusako, pariente de Shigekuni Honda
- Tomi Masuda, Hidé y Matsukichi Hijikata, testigos en el juicio
- "El monstruo", el hijo deforme de un Marqués
- Un prefecto de la escuela

## Análisis
La novela de Mishima, que transcurre durante el periodo histórico inmediatamente posterior a la muerte del emperador Meiji, limita la acción al último año de la vida de Kiyoaki, deteniéndose en delicadas descripciones de la naturaleza en las diferentes estaciones del año y de ceremonias tradicionales japonesas y, sobre todo, en el análisis en profundidad de la compleja sicología del protagonista masculino.
La tetralogía El mar de la fertilidad, de la que esta novela es su primera obra, es considerada el testamento ideológico y literario del autor. Desarrollada desde los comienzos del siglo XX hasta la década de 1960 en ella Mishima muestra su rebeldía contra la sociedad japonesa que él consideraba sumida en la decadencia moral y espiritual.

## Recepción
El escritor Ray Loriga para el diario El País alaba la novela y el autor reseñando "Un escritor que me encanta y he leído mucho. Uno de esos autores que, al leerlos, piensas ‘ojalá fuese yo’. Luego te das cuenta de que bastante tiene uno con ser el escritor que es, pero hay muchos libros por los que daría un brazo por haberlos escrito".
El crítico literario Plácido Díez Gansert en su reseña para El diario de Colón indica que el autor "compone toda la obra con una exquisita sensibilidad, tanto en el devenir de los acontecimientos como en las caracterizaciones, estados de ánimo o descripciones ya sean de santuarios, nubes, o carruajes, que sumergen al lector en la magia de una estética hipnótica".